# John Thomas Fanning
John Thomas Fanning (1837-1911) est un architecte américain et un ingénieur en hydraulique. Sa principale contribution à la mécanique des fluides et à l'ingénierie hydraulique est le facteur de friction de Fanning qui est utilisé par les ingénieurs aujourd’hui encore pour calculer les pertes de pression dues aux frictions des flux à l'intérieur des tuyaux.

## Biographie

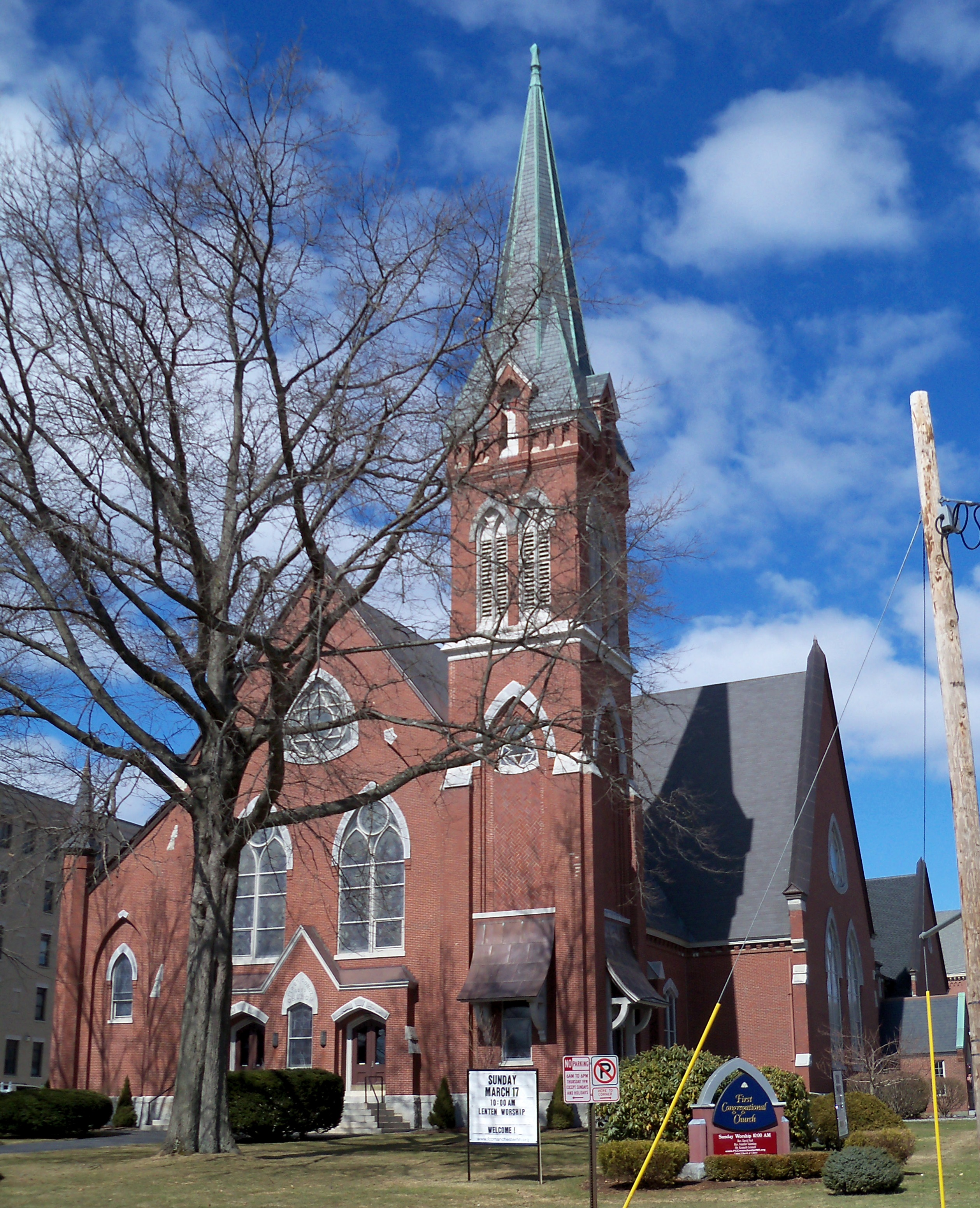
First Congregational Church, 508 Union St., Manchester, NH 1880.

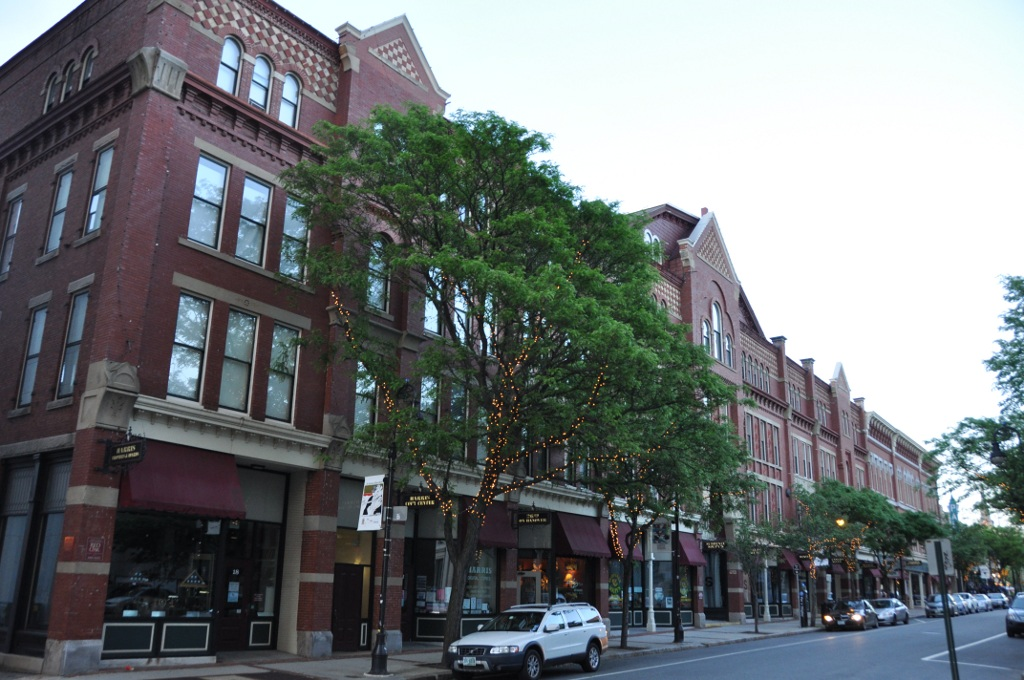
Opera House Block, 30 Hanover St., Manchester, NH (1880–81)

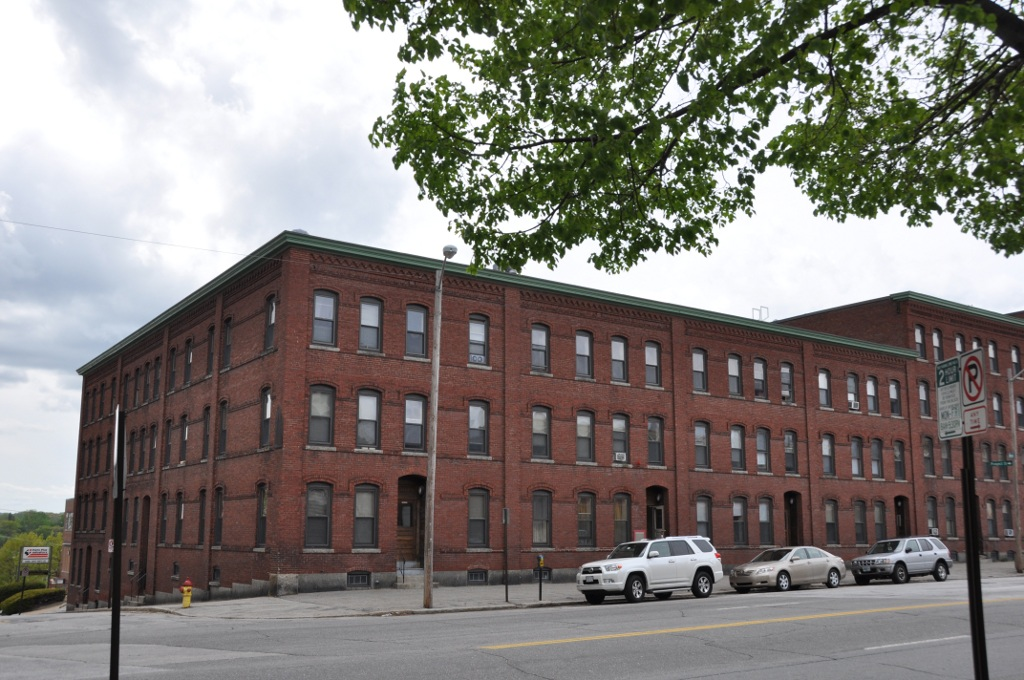
Carpenter and Bean Block, Elm & Dow Sts., Manchester, NH (1883)

Fanning est né à Norwich dans le Connecticut. En 1861, il s’engage dans l’armée et participe à la guerre de Sécession sous le grade de colonel jusqu'à sa démobilisation. Après la guerre, il retourne à Norwich et y établit un bureau d'ingénierie. En 1872, il s'installe à Manchester, dans le New Hampshire, pour concevoir le nouveau réseau municipal d'eau de la ville. En 1877, il fonde un second bureau en tant qu'architecte. En 1885, en raison d’activités dans l'ouest des USA, il déménage à Minneapolis. Fanning a notamment travaillé pour les chemins de fer
Après son déménagement à Manchester, John Thomas Fanning n'a plus exercé en tant qu'architecte.

## L'architecture
- Dunlap Building, 967 Elm St., Manchester, NH (1879)[5],[6]
- First Congregational Church, 508 Union St., Manchester, NH (1879–80)[7]
- Opera House Block, 30 Hanover St., Manchester, NH (1880–81)[6]
- Charles E. Balch House, 1779 Elm St., Manchester, NH (1881)[8]
- Battery Building, 153-155 Manchester St., Manchester, NH (1883) - Démoli[9]
- Carpenter and Bean Block, Elm & Dow Sts., Manchester, NH (1883)[9]
- New Hampshire Fire Insurance Co. Building, 886 Elm St., Manchester, NH (1885–86) - Démoli[10]